# Matt Nagy
Matthew Nagy (* 24. April 1978 in Dunellen, New Jersey) ist ein US-amerikanischer ehemaliger American-Football-Spieler und aktueller -Trainer. Aktuell ist er Offensive Coordinator bei den Kansas City Chiefs. Davor war er von 2018 bis 2021 der Head Coach der Chicago Bears in der NFL sowie als Assistenztrainer bei den Philadelphia Eagles und den Kansas City Chiefs aktiv.

## Karriere

### Karriere als Spieler
Nach der Highschool spielte Nagy von 1997 bis 2000 als Quarterback für die University of Delaware. Insgesamt warf er 58 Touchdown-Pässe und bekam ein Quarterback-Rating von 146,74, womit er neue Schulrekorde aufstellte. Beim NFL Draft 2001 wurde er nicht ausgewählt und bekam, trotz leichtem Interesse einiger Teams, keinen Vertrag in der NFL. Deswegen entschied er sich, in die Arena Football League zu gehen. Dort unterschrieb er einen Vertrag bei den New York Dragons. Es folgten Stationen bei den Carolina Cobras, Georgia Force und den Columbus Destroyers. 2008 beendete er seine aktive Karriere. Er hatte vorher insgesamt zweimal den Arena Bowl erreicht, verlor jedoch beide Spiele.

### Karriere als Trainer

#### Erste Stationen
2008 wurde Nagy Coaching Intern bei den Philadelphia Eagles unter Head Coach Andy Reid. Nebenbei war er noch Offensive Coordinator der Palmyra Area High School in Palmyra, Pennsylvania. Ab 2010 bekam er einen festen Job als Assistenztrainer bei den Eagles. Nachdem Reid 2012 von den Eagles entlassen worden war, folgte Nagy ihm zu den Kansas City Chiefs. Dort wurde er zunächst Trainer der Quarterbacks, ab 2016 sogar Offensive Coordinator. Zunächst teilte er sich diesen Job jedoch mit Brad Childress. 2017 konnten sie sogar die Playoffs erreichen, scheiterten aber in der Wildcardrunde an den Tennessee Titans.

#### Cheftrainer der Chicago Bears
Am 8. Januar 2018 unterschrieb Nagy als neuer Cheftrainer bei den Chicago Bears. Vorher hatte er bereits als neuer Cheftrainer bei den Indianapolis Colts und New York Jets in der Diskussion gestanden. In seiner ersten Saison konnten die Bears gleich die NFC North gewinnen und in die Playoffs einziehen. Dort scheiterten die Bears jedoch direkt in der Wild-Card-Runde an den Philadelphia Eagles. Trotzdem erhielt Nagy mehrere Auszeichnungen als Trainer des Jahres, unter anderem von der Pro Football Writers Association und der Associated Press.
In seiner zweiten Saison konnten die Bears allerdings nicht mehr an die vorherigen Erfolge anknüpfen. 8 Siegen standen 8 Niederlagen gegenüber, und die Saison wurde nur auf Platz 3 der NFC North, hinter den Green Bay Packers und den Minnesota Vikings, beendet. In die Saison 2020 konnten die Bears sehr gut starten und 5 ihrer ersten 6 Spiele gewinnen, allerdings konnten sie danach an ihre vorherigen Leistungen nicht mehr anknüpfen und beendeten die Saison erneut mit 8 Siegen und 8 Niederlagen. Gerade die Offense konnte nicht überzeugen, und Nagy musste mehrfach zwischen Mitchell Trubisky und Nick Foles als Starting Quarterback wechseln. In dieser Saison konnten sie sich mit diesem Ergebnis allerdings für die Playoffs qualifizieren und trafen dort in der Wild-Card-Runde auf die New Orleans Saints, denen sie deutlich mit 9:21 unterlagen.
In die Saison 2021 gingen die Bears mit Andy Dalton und Rookie Justin Fields auf der Position des Quarterbacks, allerdings blieb die Offense ähnlich wenig überzeugend wie in der Vorsaison. Die Bears beendeten die Spielzeit sechs Siegen bei elf Niederlagen, am Montag nach Ende der Regular Season wurde Nagy ebenso wie General Manager Ryan Pace entlassen.

#### Rückkehr als Assistenztrainer
Nach seiner Entlassung kehrte Nagy zu den Kansas City Chiefs zurück, wo er Trainer der Quarterbacks sowie Senior Assistent wurde. Mit den Chiefs gewann er 2023 Super Bowl LVII gegen die Philadelphia Eagles. Zur Saison 2023 wurde Nagy nach dem Weggang von Eric Bieniemy zum Offensive Coordinator befördert. Auch die Saison verlief für ihn und sein Team sehr erfolgreich, so konnten sie erneut den Super Bowl, diesmal mit 25:22 gegen die San Francisco 49ers gewinnen.

## Karrierestatistiken
| Team   | Saison | Regular Season | Regular Season | Regular Season | Regular Season | Regular Season      | Postseason | Postseason  | Postseason | Postseason                                                     |
| Team   | Saison | Siege          | Niederlagen    | Unterschiede   | Siege %        | Platzierung         | Siege      | Niederlagen | Siege %    | Ergebnis                                                       |
| ------ | ------ | -------------- | -------------- | -------------- | -------------- | ------------------- | ---------- | ----------- | ---------- | -------------------------------------------------------------- |
| Bears  | 2018   | 12             | 4              | 0              | 75,0 %         | 1. in der NFC North | 0          | 1           | 0,0 %      | Niederlage gegen die Philadelphia Eagles im NFC Wild Card Game |
| Bears  | 2019   | 8              | 8              | 0              | 50,0 %         | 3. in der NFC North | —          | —           | —          | —                                                              |
| Bears  | 2020   | 8              | 8              | 0              | 50,0 %         | 2. in der NFC North | 0          | 1           | 0,0 %      | Niederlage gegen die New Orleans Saints im NFC Wild Card Game  |
| Bears  | 2021   | 6              | 11             | 0              | 35,3 %         | 3. in der NFC North | —          | —           | —          | —                                                              |
| Gesamt | Gesamt | 34             | 31             | 0              | 52,3 %         |                     | 0          | 2           | 0,0 %      |                                                                |